# Grand Prix Cycliste de Québec 2012

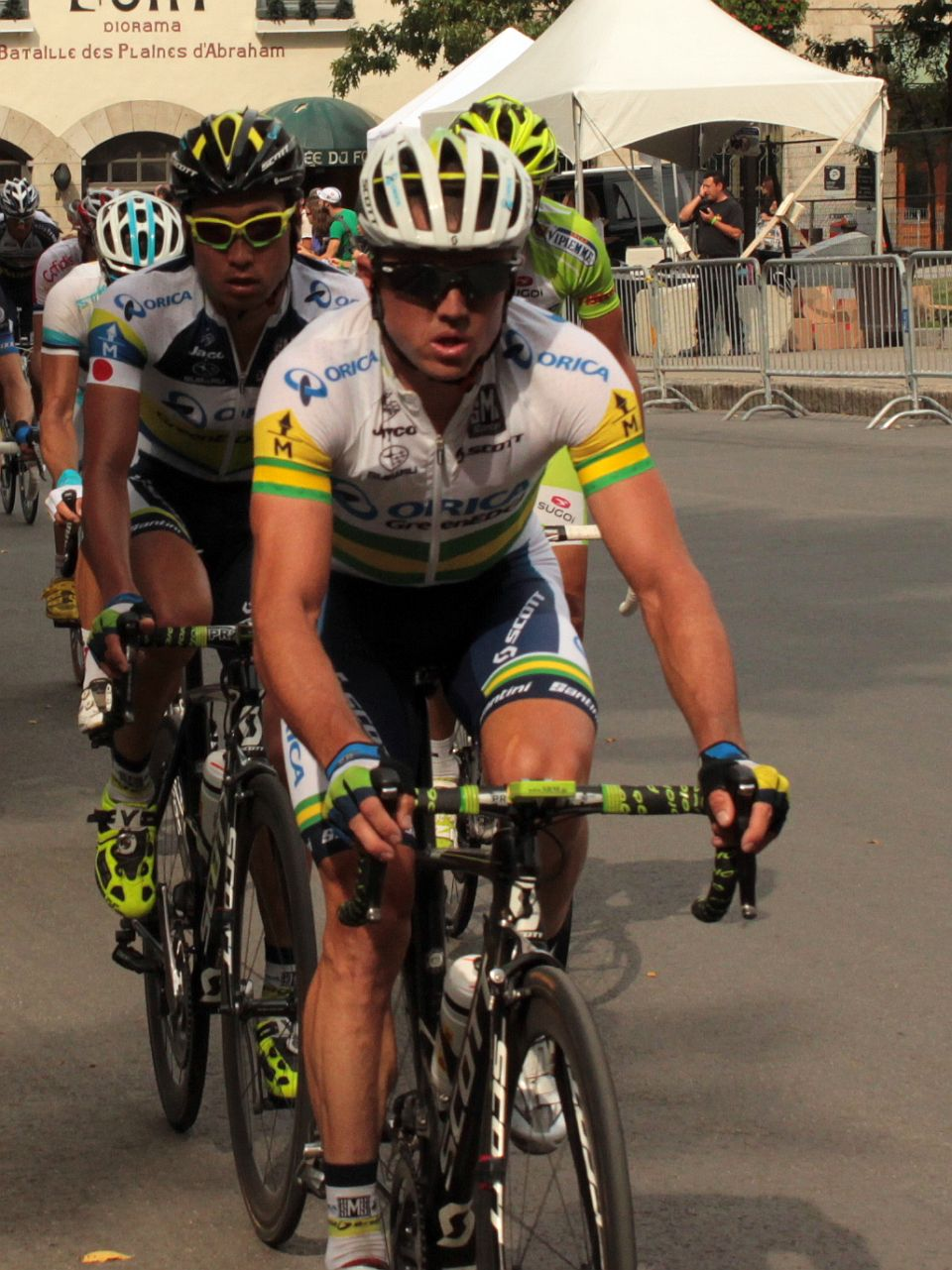
Simon Gerrans beim Grand Prix Cycliste de Québec 2012. An seinem Hinterrad Fumiyuki Beppu

Der Grand Prix Cycliste de Québec 2012 war ein kanadisches Straßenradrennen. Das Eintagesrennen fand am Freitag, den 7. September 2012, statt. Es startete und endete in der Stadt Québec mit einer Länge von 201,6 km. Zudem gehörte es zur UCI WorldTour 2012 und war dort das 25. von 28 Rennen dieser Serie.
Es siegte der Australier Simon Gerrans aus der australischen Mannschaft Orica GreenEdge vor dem Belgier Greg Van Avermaet aus der US-amerikanischen Mannschaft BMC und dem Portugiesen Rui Costa aus der spanischen Mannschaft Movistar.
Für Simon Gerrans war es der erste Sieg beim Grand Prix Cycliste de Québec. Er war zudem der erste australische Fahrer überhaupt, der den Grand Prix Cycliste de Québec für sich entschied.

## Teilnehmende Mannschaften
Automatisch startberechtigt waren die 18 UCI ProTeams. Zusätzlich wurden drei UCI Professional Continental Teams und eine Nationalmannschaft aus Kanada eingeladen.
| ProTeams (18)- AG2R La Mondiale - Astana - BMC Racing Team - Euskaltel-Euskadi - FDJ-BigMat - Garmin-Sharp - Katusha Team - Lampre-ISD - Liquigas-Cannondale - Lotto-Belisol - Movistar Team - Omega Pharma-Quick Step - Orica-GreenEDGE - Rabobank - RadioShack-Nissan - Saxo Bank-Tinkoff Bank - Sky - Vacansoleil - DCM Professional Continental Teams (3)- Cofidis, le Crédit en Ligne - Team Europcar - SpiderTech-C10 Nationalmannschaft- Kanada |
| |

## Rennergebnis
| \| Gesamtwertung \| Gesamtwertung \| Gesamtwertung \| Gesamtwertung \| Gesamtwertung \| \| Fahrer \| Fahrer \| Land \| Team \| Zeit \| \| ------------- \| ----------------- \| ------------- \| ----------------------- \| --------------- \| \| 1. \| Simon Gerrans \| Australien \| Orica-GreenEDGE \| 4 h 53 min 04 s \| \| 2. \| Greg Van Avermaet \| Belgien \| BMC Racing Team \| + 0 s \| \| 3. \| Rui Costa \| Portugal \| Movistar Team \| + 4 s \| \| 4. \| Luca Paolini \| Italien \| Katusha \| + 4 s \| \| 5. \| Tom-Jelte Slagter \| Niederlande \| Rabobank \| + 4 s \| \| 6. \| Diego Ulissi \| Italien \| Lampre-ISD \| + 4 s \| \| 7. \| Thomas Voeckler \| Frankreich \| Team Europcar \| + 4 s \| \| 8. \| Fabian Wegmann \| Deutschland \| Garmin-Sharp \| + 4 s \| \| 9. \| Gerald Ciolek \| Deutschland \| Omega Pharma-Quick Step \| + 4 s \| \| 10. \| François Parisien \| Kanada \| SpiderTech-C10 \| + 4 s \| |                   |             |                         |                 |
| |                   |             |                         |                 |
| Quelle: ProCyclingStats |                   |             |                         |                 |
| Gesamtwertung |                   |             |                         |                 |
| Fahrer | Fahrer            | Land        | Team                    | Zeit            |
| 1. | Simon Gerrans     | Australien  | Orica-GreenEDGE         | 4 h 53 min 04 s |
| 2. | Greg Van Avermaet | Belgien     | BMC Racing Team         | + 0 s           |
| 3. | Rui Costa         | Portugal    | Movistar Team           | + 4 s           |
| 4. | Luca Paolini      | Italien     | Katusha                 | + 4 s           |
| 5. | Tom-Jelte Slagter | Niederlande | Rabobank                | + 4 s           |
| 6. | Diego Ulissi      | Italien     | Lampre-ISD              | + 4 s           |
| 7. | Thomas Voeckler   | Frankreich  | Team Europcar           | + 4 s           |
| 8. | Fabian Wegmann    | Deutschland | Garmin-Sharp            | + 4 s           |
| 9. | Gerald Ciolek     | Deutschland | Omega Pharma-Quick Step | + 4 s           |
| 10. | François Parisien | Kanada      | SpiderTech-C10          | + 4 s           |